# 胡安·狄克逊
胡安·狄克逊（英語：Juan Dixon，1978年10月9日—），美国NBA联盟前职业篮球运动员。他在2002年的NBA选秀中第1轮第17顺位被华盛顿奇才选中。